# نمو غير محدود

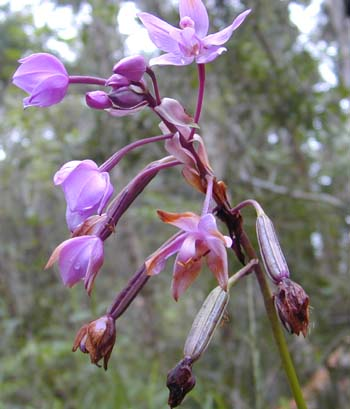

النمو غير المحدود (بالإنجليزية: Indeterminate growth)‏ في علم النبات هو نوع من النمو يستمر فسيولوجياً بغياب مؤثرات خارجية توقف النمو.
أحد الأمثلة على هذا النوع من النمو هو الإزهار والإثمار في بعض أصناف البندورة.